# ماض

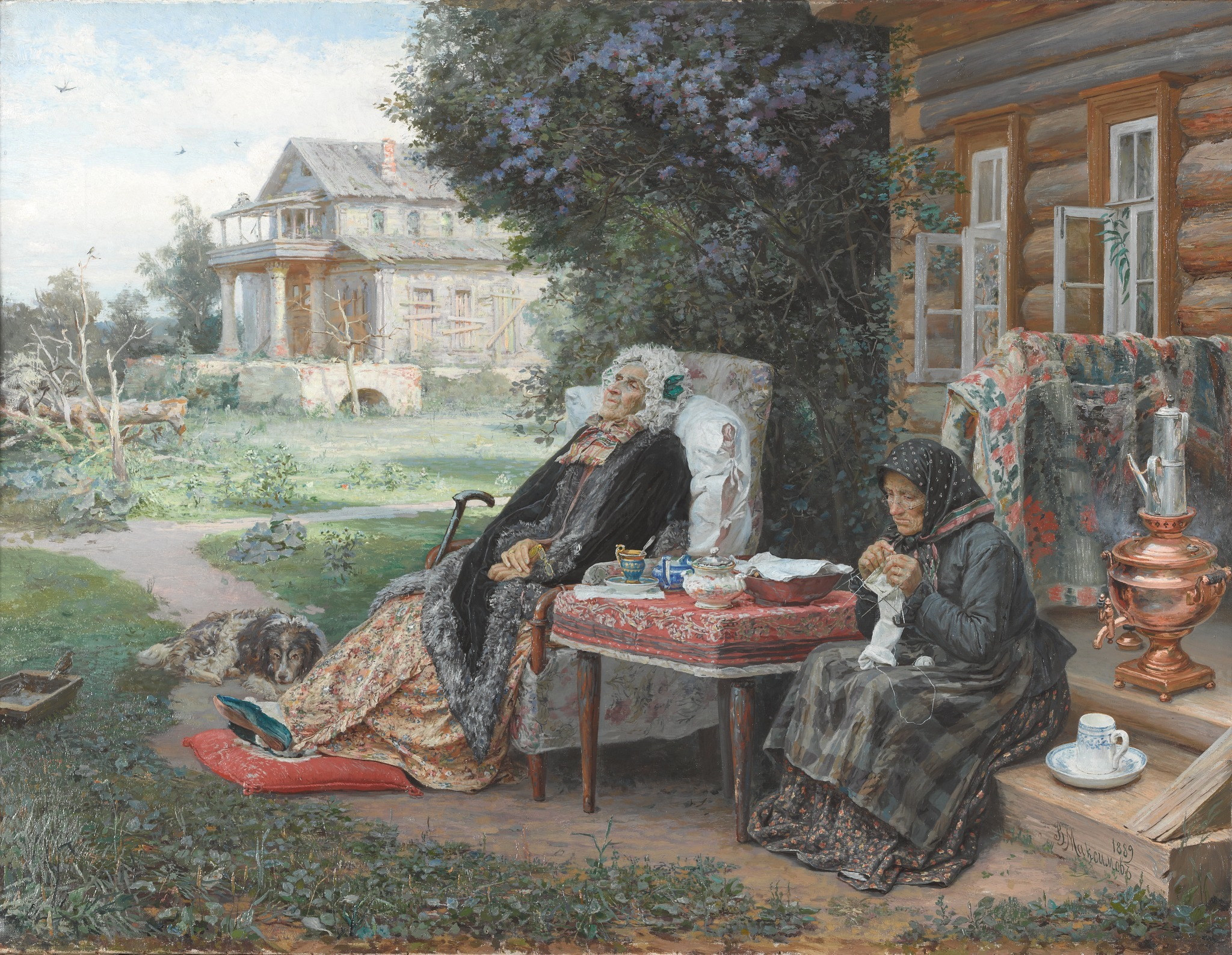

الماضي هو الدال على اقتران حدث بزمان قبل زمانك.